# 中村弘海
中村 弘海（なかむら こうかい、1925年〈大正14年〉6月21日 - 2008年〈平成20年〉11月30日）は、昭和時代後期の日本の政治家、企業経営者。衆議院議員、西肥自動車顧問。

## 来歴
長崎県北松浦郡江迎町出身。長崎県北部のバス会社である西肥自動車（西肥バス）の創業家に生まれる。少年時代は長く闘病生活を続ける。
長崎県立佐世保中学校（現長崎県立佐世保南高等学校・長崎県立佐世保北高等学校の前身の一つ）を7年かけて卒業。久留米医科大学（現久留米大学）を中退。
西肥自動車に入社、同社運輸課長を経て1954年（昭和29年）10月、前月に没した父の後任として同社代表取締役社長となる。
1969年（昭和44年）、第32回衆議院議員総選挙で旧長崎県第2区から初当選、自由民主党に所属。以後、1983年（昭和58年）の第37回衆議院議員総選挙で落選するまで5期14年務めた。党内では当初川島派→椎名派、同派消滅後は中川グループに属した。
政界では第2次田中角榮内閣第2次改造内閣と三木内閣で建設政務次官（1974年11月 - 1976年9月）、三木内閣改造内閣で防衛政務次官（1976年9月 - 同年12月）を歴任した。
1986年（昭和61年）には西肥自動車社長職を長男の中村克介（2008年退任、現同社顧問）に譲った。2008年11月30日、老衰のため死去（83歳）。

## 人物
社団法人日本ソムリエ協会よりソムリエ・ドヌール（名誉ソムリエ）の称号を受けた。1962年、紺綬褒章受章。住所は佐世保市島瀬町、江迎町長坂免。

## 家族
中村家
- 妻（ドイツ人）[1]
- 長男・克介[3]

## 著作
- 失礼 中村弘海です（対談集） - 1967年、九州公論社刊。